# جون هوغن (لاعب كرة قدم أسترالية)
جون هوغن (بالإنجليزية: John Hogan)‏ هو لاعب كرة قدم أسترالية أسترالي، ولد في 29 ديسمبر 1941.

## وصلات خارجية
- جون هوغن على موقع AustralianFootball.com (الإنجليزية)
- جون هوغن على موقع AFLtables.com (الإنجليزية)